# Gerberviertel (Bochum)

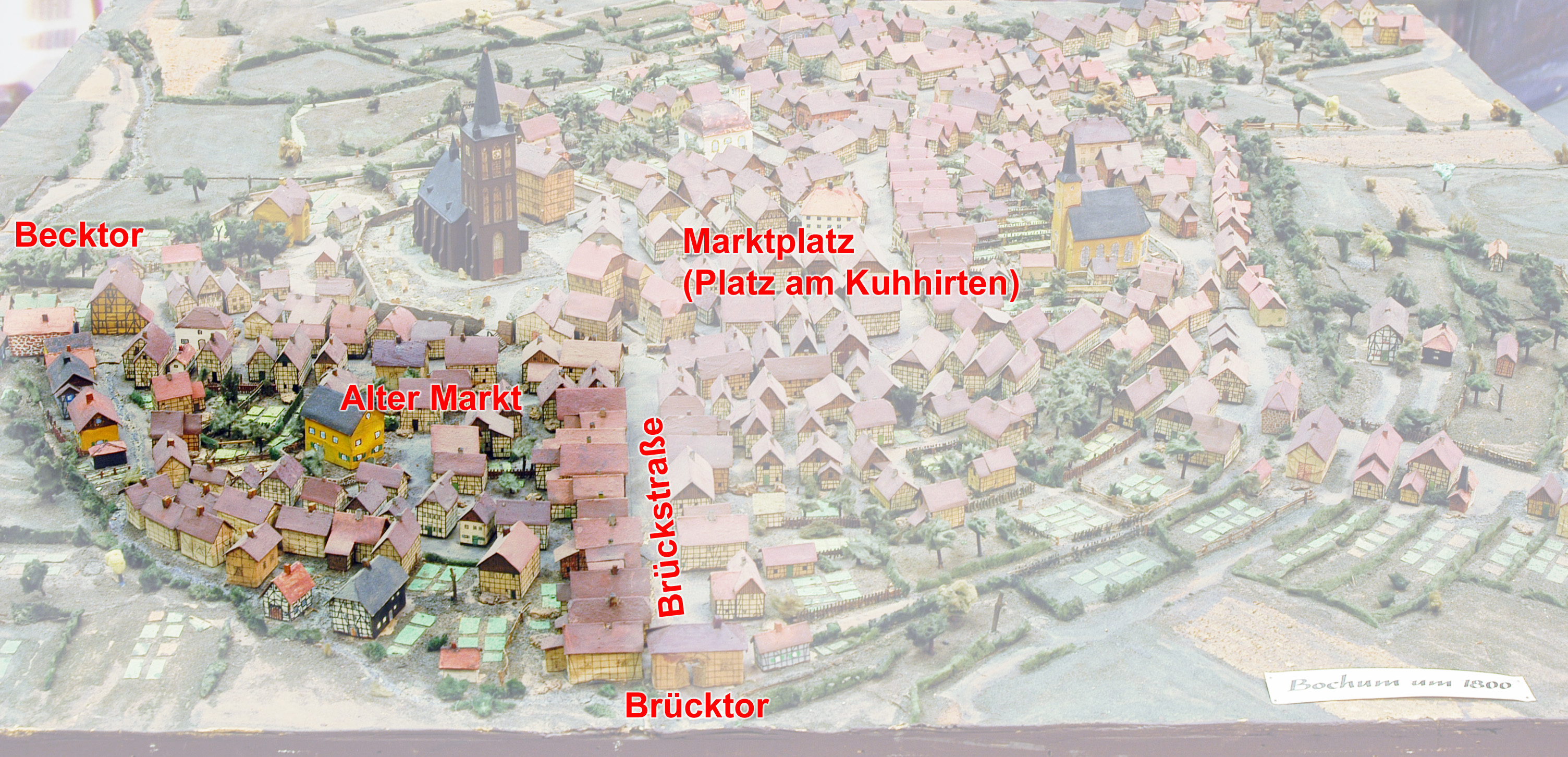
Modell von Bochum von 1800, Ausschnitt Gerberviertel

Das Gerberviertel ist ein Quartier in der Innenstadt von Bochum nahe der Propsteikirche St. Peter und Paul im Bereich der Gerberstraße. Es ist neben dem Gelände des Reichshof das älteste Viertel von Bochum. Es bildete die historische Altstadt, zusammen mit den Bereichen um den „neuen“ Markt (Platz am Kuhhirten), Weilenbrink und Grabenstraße.

## Geschichte

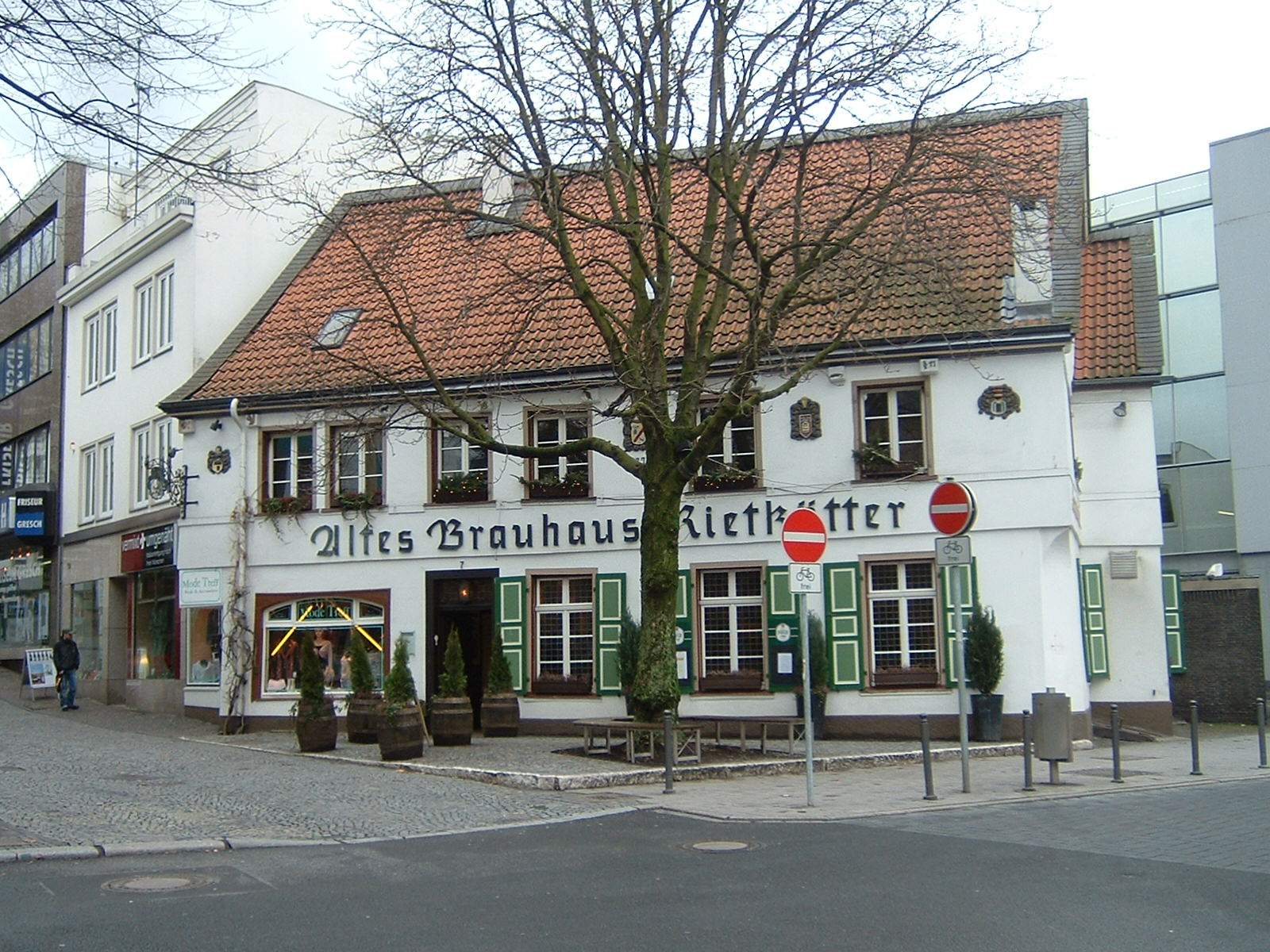
Das alte Brauhaus Rietkötter ist eines der letzten alten Häuser der Bochumer Altstadt

### Historie

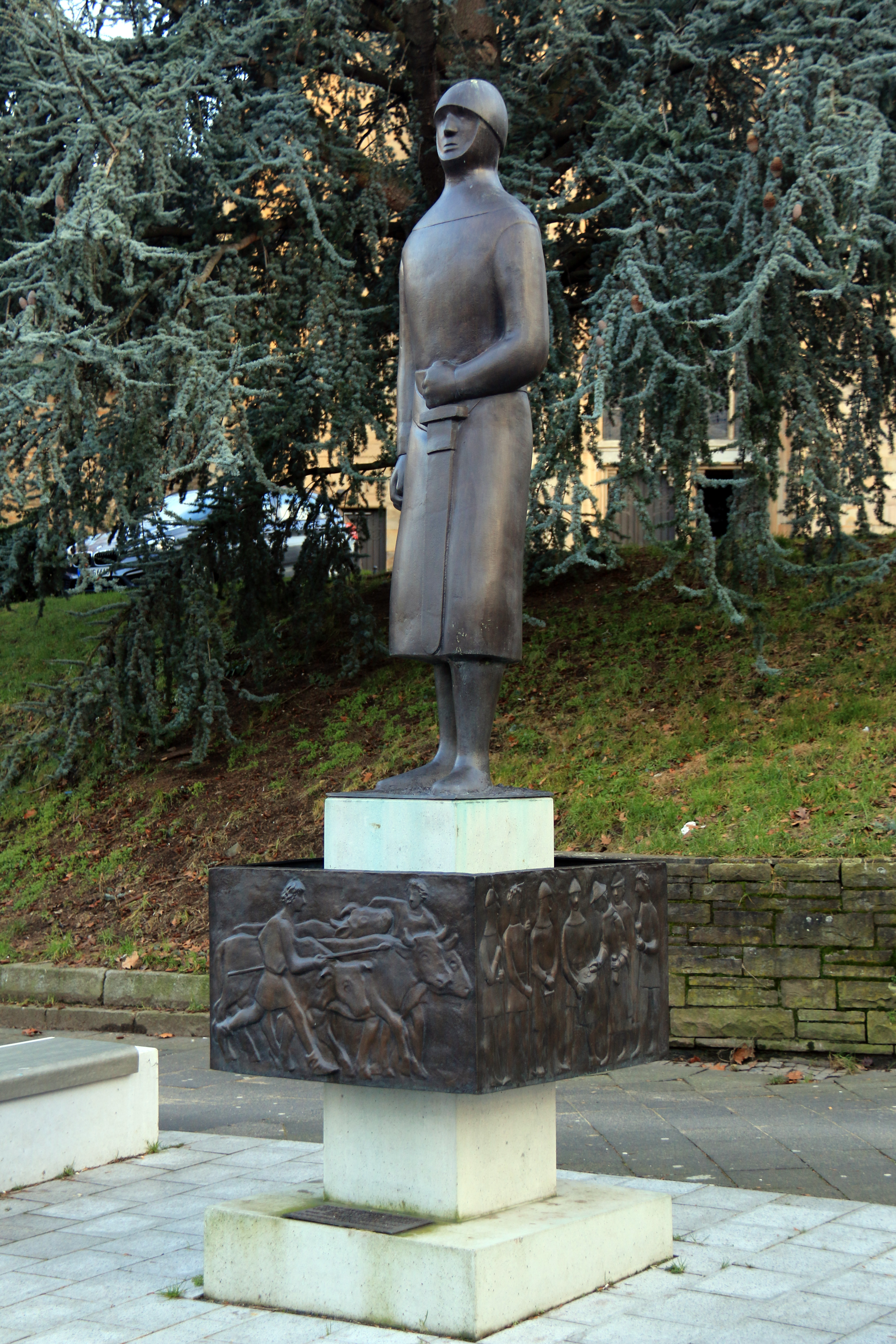
Statue des Grafen Engelbert III. von der Mark, seit 2020 an der Großen Beckstraße

Auf dem Gelände des heutigen St.-Elisabeth-Hospitals wurde um 800 ein Reichshof anlegen, der als Keimzelle von Bochum gelten kann. Auf einem benachbarten Hügel entstand eine wahrscheinlich zunächst hölzerne Pfalz- und Missionskapelle, die dem Apostelfürsten Paulus geweiht war, der Vorläufer der Propsteikirche.
Die älteste überlieferte Urkunde für Bochum stammt aus dem Jahr 1298 vom Grafen Eberhard I. von der Mark. In ihr wird Bochum als „Wigbold“ bezeichnet und hat damit zwar keine städtischen Privilegien, aber einen rechtlich herausgehobenen Status gegenüber den Dörfern des Umlandes. Die Wohnplätze und ein Marktplatz lagen im Bezirk der Beckstraße, Brückstraße und Gerberstraße. Diese zweifellos älteste Wohnsiedlung der Altstadt nannte man wegen der kleinen Häuser (Katen, Kotten) Karrot und später auch Katthagen. Auf Anregung der Vereinigung für Heimatkunde entstand 1979 ein Modell der Stadt, welches heute im Stadtarchiv zu finden ist.
Mit der Weiterentwicklung der Stadt wurde der Marktplatz verlegt, dort wo heute der Platz am Kuhhirten ist. Dort stand auch Jahrhunderte das Rathaus der Stadt. 
Um 1320 bis 1350 wurden an den Zugangsstraßen fünf Stadttore angelegt. Davon befanden sich zwei direkt beim Gerberviertel, und zwar das Becktor (Bachtor, benannt nach der durchfließenden Goldbecke), das Brücktor (benannt nach einer alten Brücke).
An dem durch diesen Teil der Stadt fließenden Bach siedelten sich die Gerber an, die einen großen Bedarf an (fließenden) Wasser hatten. 
Der Ritter Johann von der Dorneburg vermachte 1438 der Stadt seinen Bauernhof Rodden-Gut in Gerthe, um bedürftigen Bürgern zu helfen. Daraufhin wurde an der Gerberstraße das „Gasthaus“ zu Bochum, eine Stiftung für Arme und Kranke sowie ein Hospital eröffnet.
1866 wurde Bochum auch von der in Deutschland wütenden Cholera erfasst. In Bochum starben 757 Menschen. Die Epidemie wütete vorwiegend im Gerberviertel mit seinen unhygienischen Umständen. Die Krankheiten waren auch der Anlas zur Gründung einer Wasserversorgung durch die Wasserwerke (1871), deren Einrichtung den Stadtverordneten bisher zu teuer war. Weiterhin wurde ab 1867 der Bach, der durch die Altstadt floss, unterirdisch gelegt sowie der Bau eines unterirdischen Kanalnetzes um 1874 betrieben (daher der Name Kanalstraße). 

### „Altstadtsanierung“
Die Stadt entwickelte sich in der Zeit der Industrialisierung weiter in Richtung Süden und Westen. Das neue Zentrum lag im Bereich des Wilhelmplatz (Husemannplatz), Drehscheibe und Rathaus. Hier wurden in den Gründerjahren auch moderne mehrgeschossige Großstadtbauten errichtet. Dies war ein Gegensatz zu den alten Fachwerkhäuser waren, die oft schlechte sanitäre und hygienische Verhältnisse aufwiesen, und damals, trotz aller romantischen Ansicht, nicht sehr beliebt waren.
Im Bochumer Anzeiger wurde bereits in den 1920er Jahren über den geplanten Abriss von Häusern in der Altstadt berichtet. Diese Planungen wurden ab 1933 gezielt und in einzelnen Teilen schnell umgesetzt. Bereits 1934 verschwand im Weilenbrink mit dem „Malerwinkel“ der Inbegriff der Altstadt-Romantik.  Ein Reichsgesetz von 1938 sah für die Sanierung ein erleichtertes Enteignungsverfahren vor. Damit war nicht eine Sanierung im heutigen Sinne, sondern eher ein kompletter Abriss gemeint.

„Von dem früheren "Alt-Bochum", daß sich in jüngeren Jahren um den Markt gruppiert, ist nicht mehr viel zu sehen. Ein altes Haus verschwindet nach dem anderen. Und in einigen Jahrzehnten werden nur noch die drei altehrwürdigen Kirchen Zeugen längst vergangener Zeiten sein.“

Der Auslöser der „Altstadtsanierung“ war unter anderen die großflächigen Planung der Umwandlung Bochums im Rahmen ihrer Funktion als Gauhauptstadt des Gaus Westfalen-Süd. Zur Umsetzung wurde auch im Gerberviertel ganze Häuserzeilen in den Besitz der Stadt gebracht.
Im Zweiten Weltkrieg, infolge der Angriffe im Luftkrieg wurden im Innenstadtbereich die Gebäude zu 60 Prozent vollkommen zerstört, und weiter 30 Prozent teils schwerbeschädigt. Im Bereich des Gerberviertels galten um die 10 bis 20 Gebäude als nicht schwer oder beschädigt.
In den 1950er und 1960er wurden einzelne weitere Häuser abgerissen. Noch stehen um die fünf Häuser aus der Zeit vor 1933. Darunter die ehemalige Brauerei Tauffenbach, sowie das Haus Gerberstraße 15, welches abgerissen werden sollte. Am bekanntesten ist das Alten Brauhaus Rietkötter, welches das letzte historische Fachwerkhaus in der ehemaligen Altstadt ist.

### Entwicklung ab die 1960er
Das Gelände, auf welchen der ersten Marktplatz war, wurde nach dem Krieg als Gelände für einen Wochenmarkt genutzt. Weiterhin dienten die Brachen als Parkplatz.
Zwischen 1986 und 1990 wurde der Bereich durch eine Überbauung mit einem Geschäftszentrum nach einem Entwurf der Architekten Karl Friedrich Gehse und Bernhard Kleine-Frauns flächensaniert. Bauherr war die Philipp Holzmann AG, Frankfurt am Main.

## Gegenwart
In der Gerberstraße befindet sich die hochklassige Seniorenresidenz Lauenstein. 
Im Jahr 2013 wurde bei der Propsteikirche ein stilisiertes Becktor eröffnet. Das Durchziehen durch das Tor hat für die Maischützen eine symbolische Bedeutung. Weiterhin wurde 2020 die Figur des Grafen Engelbert III. von der Mark vom ehemaligen Engelbertbrunnen hierhin versetzt.